# Wiktor Jerofiejew
Wiktor Władimirowicz Jerofiejew (ros. Виктор Владимирович Ерофеев; ur. 19 września 1947 w Moskwie, Rosyjska Federacyjna SRR) – rosyjski pisarz i publicysta postmodernistyczny. Prowadzi własny program w kanale „Kultura” oraz nadaje autorską audycję w moskiewskim Radiu „Wolność”. Jeden z inicjatorów wydania almanachu „Metropol” w 1979 r.
W swych utworach posługuje się groteską i sarkazmem, miesza rzeczywistość z marzeniem sennym, a czytelnika poddaje ciężkim próbom wytrzymałości intelektualnej i obyczajowej; z bezwzględnością rozlicza się z rosyjską historią, mitologią i narodową megalomanią, a romantyczny motyw żywiołowej „rosyjskiej duszy” zmienia w gorzki obraz degeneracji i apatii.

## Życiorys
Urodził się w rodzinie radzieckiego dyplomaty (a wcześniej tłumacza Stalina), jako dziecko przez kilka lat mieszkał w Paryżu. W 1970 ukończył studia na Uniwersytecie Moskiewskim. W 1975 został doktorem nauk filologicznych.
Zna język polski, jego pierwszą żoną była Polka, Wiesława Skóra.
W 1979 był jednym z inicjatorów wydania Metropolu, drugoobiegowego wydawnictwa, w którym poza cenzurą ukazały się teksty radzieckich pisarzy różnych pokoleń (w tym Jerofiejewa). Publikacja spotkała się z ostrą reakcją władz – wyrzucono go ze Związku Literatów i objęto zakazem druku (oficjalnie debiutował dopiero w okresie pieriestrojki), a jego ojca odwołano z placówki dyplomatycznej.
W prozie rosyjskiej uchodzi za skandalistę i prowokatora. Jego utwory są mocno nasycone erotyzmem, z sarkazmem rozlicza w nich rosyjską historię i mity. Bohaterką jego pierwszej powieści, Rosyjska piękność (przetłumaczonej na kilkadziesiąt języków), jest moskiewska prostytutka. W autobiograficznym Dobrym Stalinie kreśli ironiczny obraz radzieckiej wierchuszki zafascynowanej generalissimusem.
Jest autorem libretta opery Alfreda Sznitkego Życie z idiotą (napisanego w oparciu o opowiadanie o tym samym tytule).

## Wybrana twórczość

### Powieści
- 1990 – Rosyjska piękność (ros. Русская красавица)
- 1996 – Sąd Ostateczny (ros. Страшный суд)
- 1999 – Encyklopedia duszy rosyjskiej (ros. Энциклопедия русской души)
- 2004 – Dobry Stalin (ros. Хороший Сталин)
- 2012 – Akimudy (ros. Акимуды) – polskie tłumaczenie Michał B. Jagiełło
- 2017 – Różowa mysz (ros. Розовая мышь) – polskie tłumaczenie Michał B. Jagiełło

### Zbiory
- 1980 – Życie z idiotą (ros. Жизнь с идиотом) – zbiór opowiadań
- 1997 – Mężczyźni (ros. Мужчины) – zbiór opowiadań i szkiców
- 2001 – Bóg X – zbiór opowiadań; polskie tłumaczenie Michał B. Jagiełło
- 2006 – Rosyjska apokalipsa – zbiór esejów i szkiców
- 2008 – Świat diabła (ros. Свет дьявола. География смысла жизни) – zbiór esejów; polskie tłumaczenie Michał B. Jagiełło
- 2015 – Ciało (ros. тело) – Zbiór esejów; polskie tłumaczenie Michał B. Jagiełło[3]